# 頴川徳助 (5代)
5代 頴川 徳助（えがわ とくすけ、1927年10月8日 - ）は日本の実業家、銀行家。幸福銀行社長。

## 経歴
大阪府出身。4代頴川徳助の長男、頴川徳男として生まれる。1951年、東京大学農学部林学科卒業、熊本営林局に入局するも、1953年6月大一商社に入社、同年7月同取締役、1957年同社長となる。1958年6月御殿山土地取締役、1964年幸福銀行取締役。1968年5月大阪商工会議所議員、1970年園田学園理事、1973年4月大一商社社長を辞任して幸福銀行副社長、1975年4月同社長となる。1976年5月から1980年5月まで全国相互銀行協会理事を務めた。
1990年10月31日、紺綬褒章受章。1993年秋の褒章で藍綬褒章受章。
1999年、幸福銀行は破綻、頴川はグループ会社へ十分な担保なしに不正融資していた特別背任罪容疑で大阪府警捜査二課と大阪地検特別捜査部に逮捕された。同年10月6日に1件目と同月26日に2件目の特別背任、同年11月6日に強制執行妨害で起訴され、2003年3月19日、大阪地裁で懲役4年6か月の実刑判決を受け、2008年4月23日、上告棄却で確定、高齢のため頴川は収監されなかった。これにより藍綬褒章、紺綬褒章を褫奪された。
趣味は写真、読書、旅行。宗教は浄土宗。